# アルフレート・クルップ

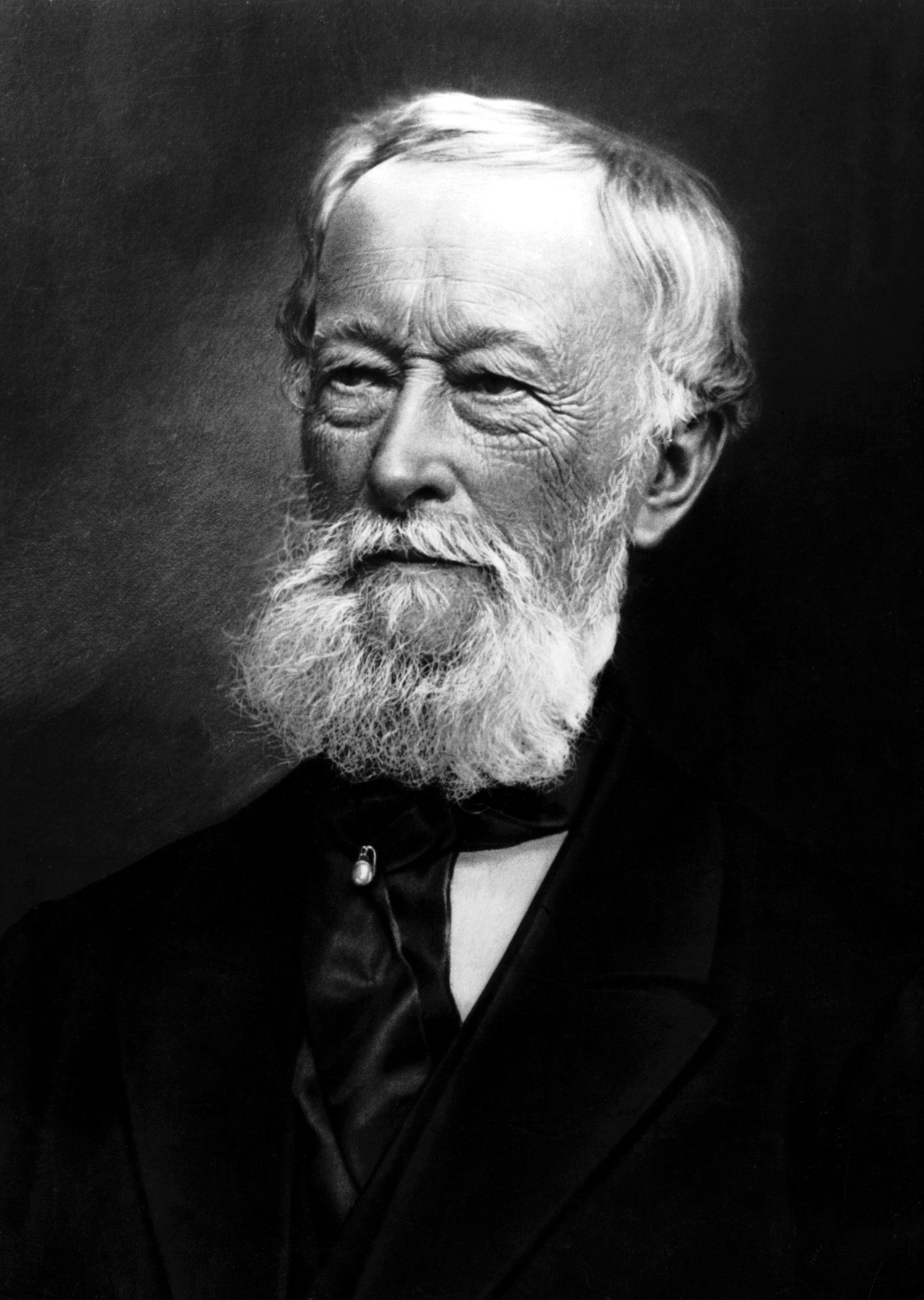
「大砲王」クルップ

アルフレート・クルップ（Alfred Krupp、1812年4月26日 - 1887年7月14日）は、ドイツの企業家・発明家。クルップ家の当主にして、現代のティッセンクルップの前身にあたるクルップ社の2代目社長。
父フリードリヒ・クルップの創設した小さな木造の工房を相続し、19-20世紀にドイツ最大の鉄鋼・兵器製造企業であり、現代でも巨大コングロマリットであるクルップ社に育て上げた。新興軍事国家プロイセンに高性能の大砲を供給し、「大砲王」をはじめ「鉄道王」「鉄鋼王」の異名がある。また死の商人とも呼ばれた。

## 略歴

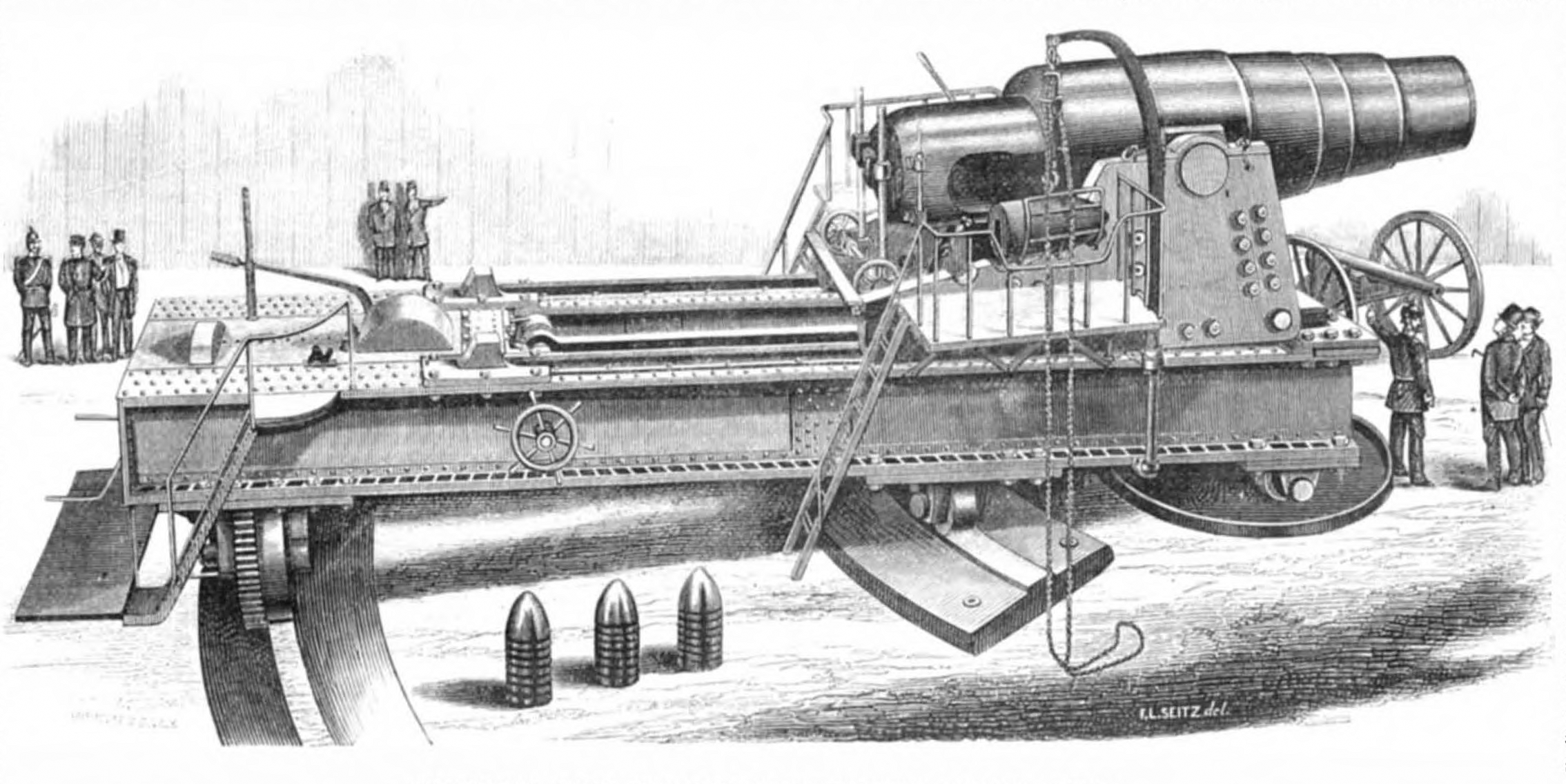
クルップ砲。1867年パリ万博に出品された

1812年、ドイツのエッセンで生まれた。父のフリードリヒは発明家で、水車を動力にした木造の作業場をライン川の岸に建設し、当時イギリスが独占していた鋳鋼の製造を試みていた。しかし彼の試みは成功することなく、長男のアルフレートが14歳になった1826年、父は失意のうちに窮死し、作業小屋と数人の職人は息子に受け継がれた。彼は工房にひきこもって実験を繰りかえし、数年後ついに鋳鋼の製造に成功する。彼は弟たちとも協力し、食卓ナイフや工具、やがて鋳造機などを作って販売し、借金を返済して事業を軌道に乗せる。
1834年にドイツ関税同盟が発足してドイツ諸邦間の人的・物的な交流が促進されたこと、さらに急速に鉄道網の整備が進められた時期だったことを背景に、鉄鋼を増産させて会社を急成長させた。また、1871年のドイツ社会民主労働党のゼネラルストライキをきっかけに社内で疾病保険、養老保険などを整備して労働者の保護を図ったことはのちのドイツ帝国における社会保険制度に影響を与えた。
「鉄血政策」によるドイツ統一を進めていたプロイセンを兵器面で支え、シュレースヴィヒ＝ホルシュタイン戦争（デンマーク戦争）、普墺戦争、普仏戦争において、クルップ社の大砲は重要な役割を果たした。死後、事業は息子のフリードリヒ・アルフレート・クルップに受け継がれた。
1873年に建てた大邸宅ヴィラ・ヒューゲルは、現在でも観光名所とされている。

## 性格
アルフレートは雇用主を家長とし、労働者に尊敬だけでなく服従を求めた。職務に対しては非常な自信家であり、また自らの栄誉に甘んじることの無い非常に熱心な働き者だった。一方でアルフレートは重度の心気症であったとされており、手紙による他者、とりわけ妻や息子とのコミュニケーションを強く求めた。 同じ相手に1日に何通もの手紙を書くこともあったという。
私生活では馬を愛しており、趣味として乗馬を楽しむほか、馬糞の匂いを好んでいたとされている。妻子は居たが、家庭はあまり幸せなものではなかった。エッセンの空気を嫌った妻は、息子と共に別居していた。息子が思春期に差し掛かり家庭教師の手を離れた頃、アルフレートは「一緒に居る時間が少なくなる」とギムナジウムを退学させた。アルフレートの苛烈な教育により、息子は書痙を患った。